# Bicyclus gerda
Bicyclus gerda är en fjärilsart som beskrevs av Carl Plötz 1880. Bicyclus gerda ingår i släktet Bicyclus och familjen praktfjärilar. Inga underarter finns listade i Catalogue of Life.